# Ulrik Plesner

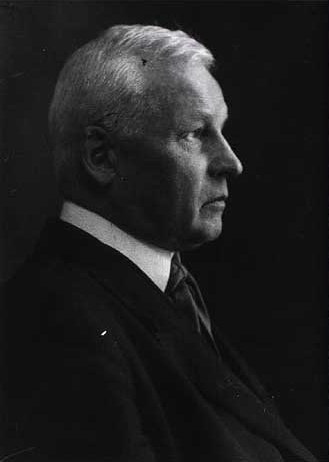
Ulrik Plesner

Ulrik Plesner (* 17. Mai 1861 in Vedersø, Westjütland; † 22. November 1933 in Skagen) war ein dänischer Architekt.

## Leben
Der Sohn des Gemeindepfarrers Johan Frederik Plesner und dessen Ehefrau Marie Lucie Hastrup erlernte den Beruf eines Maurers und ging 1880 an die Architekturschule der Königlichen Akademie für die Schönen Künste. Bereits ab 1881 begann er architektonisch zu arbeiten und errichtete im Laufe seines Lebens Gebäude, darunter Bahnhofsgebäude, in Skagen, Kopenhagen und Ringkøbing.
Seine Arbeiten wurden 1910 in der Dänischen Ausstellung des Berliner Kunstgewerbemuseums gezeigt.
Plesner starb 1933 an einem Herzinfarkt und wurde auf dem Friedhof in Skagen beerdigt.